# حواصیل گدازه‌ای
حواصیل گدازه‌ای (نام علمی: Butorides sundevalli) نام یک گونه از تیره حواصیل است.